# 晴れのち女神が微笑んで
『晴れのち女神が微笑んで』（はれのちめがみがほほえんで、繁体字中国語: 美樂。加油、簡体字中国語: 爱上查美乐）は台湾・中国大陸共同制作のテレビドラマ。全22話。
2011年6月5日から2011年8月28日まで台湾の中国電視公司で放送された。日本では2012年4月26日から2012年9月27日までホームドラマチャンネルで放送された。後にBSフジ、エンタメ〜テレにて放送された。

## エピソード・サブタイトル
全22話
| 各話   | サブタイトル             | 放送日        |
| ------ | ------------------------ | ------------- |
| 第1話  | お助け女神と身勝手悪魔   | 2012年4月26日 |
| 第2話  | 楽風パン工房、開業の危機 | 2012年5月10日 |
| 第3話  | 夢の楽風パン工房 開店!   | 2012年5月17日 |
| 第4話  | 神秘のトーストパワー     | 2012年5月24日 |
| 第5話  | 楽風パン工房を救え!      | 2012年5月31日 |
| 第6話  | 危険な第三者             | 2012年6月7日  |
| 第7話  | 忍び寄る影               | 2012年6月14日 |
| 第8話  | 婚約者の裏切り           | 2012年6月21日 |
| 第9話  | 花嫁 傷心の失踪劇!       | 2012年6月28日 |
| 第10話 | 立ち上がれ 美楽!         | 2012年7月5日  |
| 第11話 | お仕置き大作戦!          | 2012年7月12日 |
| 第12話 | 元カレの弟               | 2012年7月19日 |
| 第13話 | 自分探しの逃避行         | 2012年7月26日 |
| 第14話 | 偽りの代償               | 2012年8月2日  |
| 第15話 | 新しい愛                 | 2012年8月9日  |
| 第16話 | 憎しみの再会             | 2012年8月16日 |
| 第17話 | 突然の事故               | 2012年8月23日 |
| 第18話 | 忍び寄る病魔             | 2012年8月30日 |
| 第19話 | 残酷な愛し方             | 2012年9月6日  |
| 第20話 | 2度目の裏切り            | 2012年9月13日 |
| 第21話 | 優しいウソ               | 2012年9月20日 |
| 第22話 | 最後に女神は微笑む       | 2012年9月27日 |

## キャスト
| 役名                              | 俳優名                          | 役柄                                                   |
| --------------------------------- | ------------------------------- | ------------------------------------------------------ |
| チャー・メイラー （查美樂）       | 王心凌 （シンディー・ワン）     | 資格マニア。困っている人がいると放っておけない         |
| ハン・イーリエ （韓以烈）         | 賀軍翔 （マイク・ハー）         | 有名な作曲家“J-King”。イーフォンの弟                   |
| ハン・イーフォン （韓以風）       | 施易男 （シー・イーナン）       | メイラーの婚約者、元美術教師。イーリエの兄             |
| クォ・シュエンシュエン （郭瑄瑄） | 張家寧 （ミシェル・チャン）     | 計算高い。イーフォンを手に入れようと画策する           |
| チャー・ユーチョン （查宇誠）     | 張善為 （チャン・シャンウェイ） | メイラーの兄。お金にだらしない                         |
| ハン・イーフェイ （韓以霏）       | 小薰 （シャオシュン、黒Girl）   | イーフォン・イーリエの妹。元恋人の子どもを妊娠している |
| チャー家の母 （查母）             | 劉瑞琪 （リュー・ルイチー）     | メイラー・ユーチョンの母                               |
| ハン家の母 （韓母）               | 王月 （ワン・ユエ）             | イーフォン・イーリエ・イーフェイの母                   |
| チュウ・シャオイン （楚少茵）     | 柳岩 （リウ・イエン）           | イーリエのマネージャー。密かにイーリエを想っている     |
| ホー・イェンシャオ （何言劭）     | 張倫碩 （ゴールデン・チャン）   | ホー・グループ会長。メイラーにそっくりな妹がいる       |
| ホー・イェンチン （何言沁）       | 王心凌 （シンディー・ワン）     | イェンシャオの自殺した妹                               |
| クォ・シャオチー （郭小志）       | 小小彬 （シャオシャオビン）     | シュエンシュエンの弟                                   |

## スタッフ
- 監督 - 柯翰辰（コー・ハンチェン）

## 主題歌
オープニングテーマ
- 『不哭』

歌 - 王心凌（シンディー・ワン）
挿入歌
- 『下一頁的我』[1]

歌 - 王心凌（シンディー・ワン）
エンディングテーマ
- 『黏黏黏黏』

歌 - 王心凌（シンディー・ワン）

## ソフトウェア

### DVD
販売元：アミューズソフトエンタテインメント
- 「晴れのち女神が微笑んで DVD-BOX1」（2012年7月6日）
- 「晴れのち女神が微笑んで DVD-BOX2」（2012年8月3日）
- 「晴れのち女神が微笑んで DVD-BOX3」（2012年9月7日）

## 日本国内放送局
| 放送地域 | 放送局                 | 放送期間                | 放送日時                           | 放送系列 |
| -------- | ---------------------- | ----------------------- | ---------------------------------- | -------- |
| 日本全域 | ホームドラマチャンネル | 2012年4月26日 - 9月27日 | 毎週木曜 25時15分 - 26時15分       | CS放送   |
| 日本全域 | BSフジ                 | 2013年2月8日 - 3月11日  | 毎週月曜〜金曜 17時00分 - 17時55分 | BS放送   |